# Hybosida
Genre
Hybosida est un genre d'araignées aranéomorphes de la famille des Palpimanidae.

## Distribution
Les espèces de ce genre sont endémiques des Seychelles.

## Liste des espèces
Selon World Spider Catalog (version 25.5, 03/12/2024) :
- Hybosida dauban Platnick, 1979
- Hybosida lucida Simon, 1898

## Systématique et taxinomie
Ce genre a été décrit par Simon en 1898 dans les Palpimanidae.

## Publication originale
- Simon, 1898 : « Études arachnologiques. 29e Mémoire. XLVI. Arachnides recueillis en 1895 par M. le Dr A. Brauer (de l'Université de Marburg) aux îles Séchelles. » Annales de la Société Entomologique de France, vol. 66, p. 370-388 (texte intégral).